# Emilie Bragstad
Emilie Bragstad (* 16. Dezember 2001 in Derby, England) ist eine norwegische Fußballspielerin. Seit dem 20. März 2025 ist sie Vertragsspielerin des Hammarby IF.

## Karriere

### Vereine
Bragstad begann in der Spielzeit 2013 bei Trond mit dem Fußballspielen und wechselte nach einer weiteren Spielzeit nach Strindheim, für dessen Verein sie ebenfalls zwei Spielzeiten bestritt.
Im Jahr 2017 wurde sie von Rosenborg Trondheim verpflichtet, für deren zweite Mannschaft sie in zwei Spielzeiten fünf Punktspiele bestritt. Am 14. Mai 2017 debütierte sie bei der Zweitvertretung des Trondheimer Stadtteilvereins Byåsen IL im Seniorenbereich – und erzielte mit dem Ausgleichstreffer zum 1:1-Endstand in der 90. Minute sogleich auch ihr erstes Tor. In ihren drei weiteren Zweitligaspielen und in dem einzigen in der Spielzeit 2018 erzielte sie jeweils ein Tor.
Für die erste und in der Toppserien, der höchsten Spielklasse im norwegischen Frauenfußball, spielenden Mannschaft debütierte sie am 8. Oktober 2017 (19. Spieltag) bei torlosen Remis im Heimspiel gegen den IL Sandviken als Einwechselspielerin. In der Spielzeit 2018 bestritt sie 19 Punktspiele und erzielte am 18. August 2018 (15. Spieltag) beim 3:3-Unentschieden im Auswärtsspiel gegen den Kolbotn IL mit dem Treffer zum 1:1 in der 28. Minute ihr erstes von zwei Toren für die Erste Mannschaft und in der höchsten Spielklasse. Von 2019 bis 2022 erzielte sie weitere acht Tore in 57 Punktspielen. Des Weiteren bestritt sie für die erste Mannschaft elf Pokalspiele, in denen sie ein Tor erzielte.
Zur Saison 2022/23 wurde sie vom FC Bayern München für die Dauer von drei Jahren verpflichtet. Ihr Bundesligadebüt gab sie am 2. Oktober 2022 (3. Spieltag) beim 4:0-Sieg im Auswärtsspiel gegen den MSV Duisburg mit Einwechslung für Glódís Viggósdóttir in der 83. Minute.
Über ein Leihgeschäft wurde sie an den Ligakonkurrenten Bayer 04 Leverkusen für die Saison 2023/24 abgegeben, um ihr mehr Spielpraxis zukommen zu lassen. Am 20. Juni 2024 wurde ihre Verpflichtung bis zum 30. Juni 2026 auf der Website von Bayer 04 Leverkusen öffentlich. Am 20. März 2025 verließ Bragstad den Verein mit sofortiger Wirkung, da sie vom schwedischen Erstligisten Hammarby IF zur Spielzeit 2025, die am 21. März 2025 beginnt, aus dem noch bis zum 30. Juni 2026 bestehenden Vertrag herausgelöst wurde; in Schweden erhielt sie einen bis zum Ende der Spielzeit 2027 datierten Vertrag.

### Nationalmannschaft
Bragstad debütierte als Nationalspielerin am 16. November 2016 im St. Georges Park bei der 1:2-Niederlage ihrer U15-Nationalmannschaft gegen die von England mit Einwechslung für Julie Blakstad in der 65. Minute. Im Jahr 2017 kam sie in zwölf Länderspielen der U16-Nationalmannschaft zum Einsatz, erstmals am 13. Januar in Florenz beim 5:0-Sieg über die Auswahl Italiens. Gegen diese Auswahl erzielte sie zwei Tage später an selber Stätte, beim 3:0-Sieg, ihr erstes Tor, dem Treffer zum  Endstand in der 54. Minute – elf Minuten nach ihrer Einwechslung. Im weiteren Verlauf erzielte sie auch ein Tor für die U17-Nationalmannschaft und mit fünf Toren für die U19-Nationalmannschaft die meisten. Bevor sie auch für die U23-Nationalmannschaft am 8. April 2022 beim 4:2-Sieg im Testspiel gegen die Auswahl Portugals zum Einsatz gekommen war, debütierte sie bereits am 16. September 2021 im Osloer Ullevaal-Stadion für die A-Nationalmannschaft beim 10:0-Sieg über die Nationalmannschaft Armeniens im ersten WM-Qualifikationsspiel der Gruppe F; sie wurde in der 85. Minute für Tuva Hansen eingewechselt.

## Sonstiges
Emilie Bragstad ist die Tochter des ehemaligen norwegischen Nationalspielers Bjørn Otto Bragstad, der u. a. von 2000 bis 2002 für Derby County in der Premier League spielte.

## Erfolge
- Deutscher Meister 2023 (mit dem FC Bayern München)